# Districtul Aïn Arnat
Aïn Arnat este un district din provincia Sétif, Algeria.